# Bill Callahan (musicien)
Pour les articles homonymes, voir Bill Callahan et Callahan.
Bill Callahan, né William Rahr Callahanen le 3 juin 1966 à Silver Spring dans le Maryland, est connu aussi sous le nom de Smog ou (Smog), est un chanteur et compositeur pop américain. Il a commencé à produire des cassettes et disques de lo-fi ou de country alternative avant de sortir des albums avec un son plus professionnel sur le label Drag City. Il a une voix grave très caractéristique et des airs et des textes empreints d'une grande mélancolie.

## Biographie

### Carrière
Sa première cassette Macramé Gunplay est sortie en 1988. Callahan a commencé comme artiste très expérimental, utilisant majoritairement des instruments et des moyens d’enregistrements non-standards. Ses premiers morceaux manquant  de structure mélodique sont maladroitement joués sur des guitares mal accordées. Il en résulte des sons et ambiances dissonantes sur ses premières cassettes auto-produites et son album Sewn to the Sky (en). La majorité de ses productions étaient instrumentales, un contraste frappant avec l’intérêt lyrique de ses compositions plus récentes. Son utilisation des techniques lo-fi était originellement une préférence esthétique, provenant toutefois de son manque de ressources pour faire et enregistrer de la musique. Une fois le contrat signé avec le label Drag City, ce musicien enregistre en studio et peut utiliser une plus grande variété d’instruments. De 1993 à 2000, les enregistrements de Callahan se professionnalisent, ils intègrent davantage d’instruments et la qualité audio s'améliore. À cette époque, il enregistre deux albums avec l’influent producteur Jim O’Rourke et Tortoise’s John McEntire «la tortue», il collabore avec Neil Hagerty. Callahan travaille étroitement avec sa copine d’alors Cynthia Dall (en) au début de sa carrière, ils contribuent chacun à leurs albums respectifs.
En 2000, après l’album de  Dongs of Sevotion, Callahan  se réoriente vers un style d’enregistrement et une instrumentation plus simples, tout en retenant l’écriture plus consistante qu’il avait développé au fil des années. Ce tournant est particulièrement apparent dans Rain on Lens, Supper et A River Ain’t Too Much To Love.
Les morceaux de l’époque Smog sont souvent basés sur des structures simples et répétitives, consistant en progression d’accords répétés pendant toute la durée du morceau. Son chant est caractérisé par une voix baryton. Mélodiquement et lyriquement, il a tendance à éviter la structure couplet-refrain, que beaucoup de paroliers contemporains favorisent. pour sa part, il préfère l’approche de la forme libre, en s’appuyant moins sur la répétition mélodique et lyrique. Les thèmes de l’écriture de Callahan se développent à travers le monde animal, la migration, la nature, les relations, et plus récemment la politique. Au sujet des voix dans ses albums, Callahan explique «C’est souvent un personnage par enregistrement. Donc, si le personnage apparaît dans tous ou presque tous les morceaux sur un album, il finit par disparaître. Mais ça me fait bizarre d’en parler. Parce que je ne pense pas en terme clair de personnage. Mon album comme un tout pourrait être vu comme un personnage avec une grande quantité de voix.»
Sa manière impartiale de livrer son texte avec sarcasme et humour noir brouillent les émotions complexes et les rebondissements/renversements lyriques. La critique a souvent caractérisé sa musique de dépressive et d’intensément introvertie, allant jusqu’à la décrire de «Peep-show sur un monde insulaire d’aliénation».
La chanteuse Cat Power enregistre le morceau Bathysphere de Callahan sur son album de 1996 What Would the Community Think;  en 2000, elle interprète Red Apples sur son Cover Records.
En 2005, il abandonne le pseudonyme Smog.

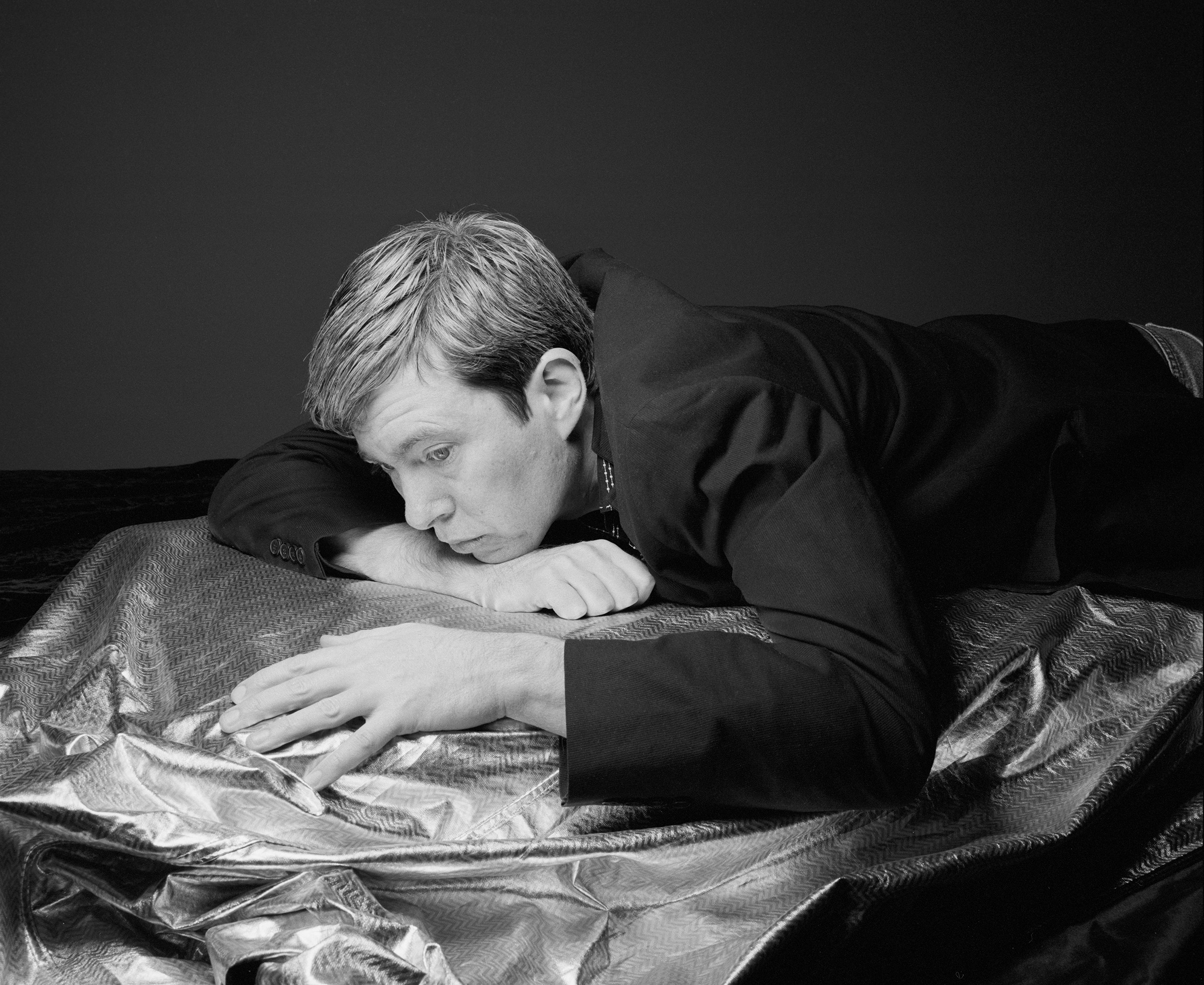
Bill Callahan photographié par Oliver Mark, Berlin 2011

En 2007, Callahan publie son premier album-solo Woke a whale heart signé de son propre nom. En avril 2009, Sometimes I Wish we were an Eagle. Les deux enregistrements sont diffusés mondialement au travers de Drag City. En 2009, Callahan contribue à quatre albums en hommage à Judo Sill, Kath Bloom, Chris Knox et Merge Records. En 2010, sort son premier album live, Rough travel for rare Thing, enregistré en 2007 au Toff à Melbourne en Australie. Apocalypse sortit en 2011 et fut bien accueilli.
Le critique Sasha Frere-Jones écrit « mon album de Callahan préféré, pas parce qu’il a de meilleurs morceaux, ceux si sont éparpillés parmi au moins cinq autres- mais parce que il réussit exactement ce qu’il essaie de faire : il offre à son album de la cohérence ». Un film relatant la tournée de 2011 pour Apocalypse sort en 2012. La suite d’Apocalypse, Dream river est diffusée en septembre 2013. En 2018, Callahan apparait dans Live at third Man Records. C’est son second album live et il contient des morceaux prélevés de ses trois albums studios précédents.
L’album Shepherd in a Sheepskin Vest, paru en juin 2019, reçoit des critiques très favorables. Dans Pitchfork, Jayson Greene s'y réfère comme « point culminant de sa carrière».
Son morceau Drover tient une place importante dans le dernier épisode de la série documentaire Wild Wild Country, dont le titre est tiré du refrain. Sa reprise de Kath Bloom The breeze/my baby cries est utilisée dans le 5e épisode de la saison 3 de Sex Education.
En 2020, l'album Gold Record est accueilli très favorablement. Heather Phares prétend que Gold Record est particulièrement satisfaisant pour les fans de longue date, comme un trésor de travail de la part de Callahan depuis son retour. Mais il y a tout pour ravir quiconque aime l'écriture brillante et les performances terre-à-terre".
En 2022, l'album Ytilaer doit son titre au mot «réalité» inversé.

### Vie personnelle
Bien qu’il soit né dans le Maryland, la famille Callahan habite pendant huit ans à Knaresborough au nord du Yorkshire en Angleterre. Il retourne dans le Maryland de 1969 à 1973. Ses parents, employés par le ministère américain de la Défense, sont spécialistes du décryptage des codes secrets.
En 2013, Bill Callahan se fiance avec la photographe et réalisatrice Hanly Banks; ils se marient l’année suivante. Leur premier fils, Bass est né en mars 2015.

### Publications
En juillet 2010, Drag City publie les lettres de Callahan à Emma Bowlcut, un roman épistolaire.
Un livre de photographie de Callahan par Chris Taylor, intitulé The life and Times of William Callahan est édité en janvier 2013.
En octobre 2014, une collection de dessins à l'encre de Callahan accompagnés de paroles couvrant son premier album en tant que Smog s'intitule I Drive a Valence.

## Discographie

### Sous le nom de Smog
- Sewn to the Sky (1990)
- Forgotten Foundation (1992)
- Julius Caesar (1993)
- Burning Kingdom (1994)
- Wild Love (1995)
- Kicking a Couple Around (1996)
- The Doctor Came at Dawn (1996)
- Red Apple Falls (1997)
- Knock Knock (1999)
- Dongs of Sevotion (2000)
- Rain on Lens (2001)
- Accumulation: None (2002)
- Supper (2003)
- A River Ain't Too Much to Love (2005)

### Sous le nom de Callahan
- Woke on a Whaleheart (2007)
- Sometimes I Wish We Were an Eagle (2009)
- Apocalypse (2011)
- Dream River (2013)
- Have Fun with God (2014)
- Shepherd in a Sheepskin Vest (2019)
- Gold Record (2020)
- Ytilaer (2022)

## Reprises
On retrouve la chanson Our Anniversary de l'album Supper dans le générique de fin du film Smashed.